# Índice de hacinamiento
Se entiende por índice de hacinamiento a la relación:
ihacinam. = (personas habitando una vivienda) / (número de dormitorios en la vivienda)
Generalmente se aceptan los valores:
- hasta 2.4 - sin hacinamiento;
- de 2.5 a 4.9 - hacinamiento medio;
- más de 5.0 - hacinamiento crítico.

Otros autores definen el índice de hacinamiento como:
ihacinam. = (Número de personas que duermen en la vivienda) / (Número de locales en que duermen las personas)
Se considera sin hacinamiento si el índice es menor o igual a 2; y con hacinamiento si el índice es mayor a 2.